# Joseph-Marie-François de Lassone
Joseph-Marie-François de Lassone, dit aussi François de Lassone (ou Lassonne), né à Carpentras (Vaucluse) le 3 juillet 1717 et mort le 10 décembre 1788 à Paris, est un médecin français. Premier médecin du roi Louis XVI, il a été aussi médecin des reines Marie Leszczynska et Marie-Antoinette.

## Biographie
Joseph-Marie-François de Lassone est le fils d'Antoine Joachim de Lassone, médecin dans le Comtat Venaissin, et de Marguerite de Bagnole. Son père a quitté Carpentras pour donner la meilleure éducation à son fils. Il a alors accepté de venir dans la capitale pour remplir les fonctions de médecin ordinaire du roi. Il lui fait faire de solides études sous la direction du célèbre chirurgien Morand, à l'hôpital de la Charité. 
À 21 ans, il obtient un prix de l'Académie nationale de chirurgie pour son travail sur le cancer du sein. Il obtient une chaire à la Faculté de médecine de Paris et il est admis adjoint anatomiste à l'Académie des sciences le 8 février 1742, à l'âge de 25 ans, puis associé anatomiste le 25 février 1748, et pensionnaire vétéran le 23 février 1759. 
En 1747, il épouse Jeanne Denise Ledoux. 
En 1751 il devient médecin de la reine, puis après leur accession au trône, celui de Marie-Antoinette et de Louis XVI. 
En 1776 il est, avec Félix Vicq d'Azyr, à l'origine de la création de la Société royale de médecine.

## Œuvres et publications
Lassone a publié un grand nombre de mémoires relatifs à la médecine et à la chimie dans les recueils de l'Académie des sciences, de l'Académie de chirurgie, et de la Société royale de médecine.
- Rapport des inoculations faites dans la famille royale, au château de Marli. Lû à l'Académie royale des sciences, le 20 juillet 1774, Imprimerie royale, Paris, 1774 (lire en ligne)
- Méthode éprouvée pour le traitement de la rage, Imprimerie royale, Paris, 1776

## Hommages
Une rue de Carpentras, sa ville natale, porte son nom. On y trouve l'Espace Départemental des Solidarités (EDes) de Lassone.